# 日下田武

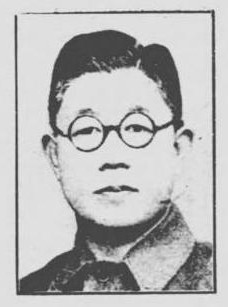
日下田武

日下田 武（ひげた たけし、1900年（明治33年）2月17日 - 1966年（昭和41年）1月3日）は、昭和時代の政治家。実業家。大日本帝国陸軍軍人。衆議院議員。栃木県芳賀郡益子町長。

## 経歴
日下田実の長男として、栃木県芳賀郡益子町に生まれる。1924年（大正13年）早稲田大学政治経済学部経済科卒業。陸軍に入り、満州事変、支那事変に従軍し主計中尉に進んだ。
益子町長、栃木県森林組合連合会長、栃木県地方木材社長を歴任した。
1942年（昭和17年）4月の第21回衆議院議員総選挙では栃木県第2区から翼賛政治体制協議会推薦で出馬し当選。臨時召集を受け一時議員を退職し、1945年（昭和20年）8月25日に召集が解除され議員に復職した。在任中は翼賛政治会政調商工委員を務めた。戦後、公職追放となった。